# Jean-François Friant
Jean-François Friant est un général français membre de la famille Friant né le 12 mars 1790 à Paris et mort à Seraincourt le 15 février 1867.
Deuxième comte Friant, il fut général de la garde nationale en 1838  puis aide de camp de Louis Philippe Ier.
Il est également le père du général Louis François Léon Friant. Il a également rédigé les mémoires de son père en 1857.

## Biographie

### Jeunesse
Né en 1790, il est le premier fils de Louis Friant alors caporal de la garde nationale. Sa mère est Joséphine Rose Martin (décédée en 1793).

### L'Empire
Il sert dès 1807 comme sous-lieutenant au 4e régiment de dragon.
Lieutenant en 1807, il devient capitaine en 1810 et chef d'escadron en 1813 ou il participe à la campagne de Russie.
Il est chevalier de la Légion d'honneur le 8 aout 1808, officier de la Légion d'honneur le 21 février 1814.
Il sert comme aide de camp du général Louis Friant.

### Première Restauration
Il est maintenu dans l'armée du roi lors de la première restauration toujours avec son grade de chef d'escadron.

### Cent-jours
Son père le général comte Louis Friant se rallie à Napoléon Ier lors des cent-jours. Il rejoint en tant que chef d'escadron l'armée de Napoléon et participe à la bataille de Waterloo.
Il est limogé de l'armée au retour de Louis XVIII. 

### Deuxième Restauration
Le 30 septembre 1816 il prête serment pour Louis XVIII.
Il est promu colonel en 1823. Il participe à l'Expédition d'Espagne. Il reçoit la croix de chevalier de l'Ordre de Saint-Ferdinand (Espagne) et la croix de chevalier de l'Ordre royal et militaire de Saint-Louis.

### Monarchie de Juillet
Par ordonnance royale du 11 septembre 1830 il devient le deuxième comte Friant (son père meurt en 1829).
Il est général de brigade en 1829.
Il obtient en 1838 le commandement de la garde nationale à la suite de la mort du général Georges Mouton.
Il est aide de camp du roi Louis-Philippe jusqu'en 1848, ou il part suit le roi en exil.
Le 7 janvier 1832 il est fait commandeur de la Légion d'honneur.

### Fin de vie et mort
À la mort de Louis Philippe en 1850, il revient en France. 
Il meurt en 1867 fatigué à l'âge de 77 ans.

### Mariage et descendances
Le Comte Jean-François Friant se marie le 7 juin 1821 avec Elisabeth Seguin, de cette union nait:
- Louis François Léon Friant (1822-1899), 3e comte Friant, général de division.
- Marie Émilie Friant (1827-1851) qui épouse Santiago Drake del Rosario Núñez del Castillo y Pérez de Abreu, de cette union nait Elisa Maria Antonia Drake del Castillo.

## Décorations
Rubans aux couleurs des décorations françaises
- Commandeur de la Légion d'honneur(« Cote LH/1037/86 »).
- Chevalier de l'Ordre de Saint-Ferdinand d'Espagne
- Chevalier de l'Ordre Royal et militaire de Saint-Louis

## Documents
|  |  |  |

## Sources
- Vie militaire du lieutenant-général comte Friant par le comte Jean-François Friant, son fils.
- Antoine-Vincent Arnault, Antoine Jay, Étienne de Jouy, Jacques Marquet de Norvins, Biographie nouvelle des contemporains, Librairie historique, 1822, pages 362-369.
- Otto Henri Lorenz, Daniel Jordell, Henri Stein,Catalogue général de la librairie française, Volume 2, 1868, page 364.
- Révérend (vicomte), Jean Tulard, Titres et confirmations de titres:Monarchie de Juillet, 2e République, 2e Empire, 3e République, 1830-1908, H. Champion, 1974, page 57.
- Nicole Hubert, Alain Pougetoux, Châteaux de Malmaison et de Bois Préau ; Musées napoléoniens de l'Ile d'Aix et de la Maison Bonaparte à Ajaccio : catalogue sommaire illustré des peintures et dessins, Réunion des musées nationaux, page 277.
- Albert Crémieux,La Révolution de février : étude critique sur les journées des 21, 22, 23, et 24 février 1848 Mégariotis, 1977, page 504.